# En la punta de la lengua

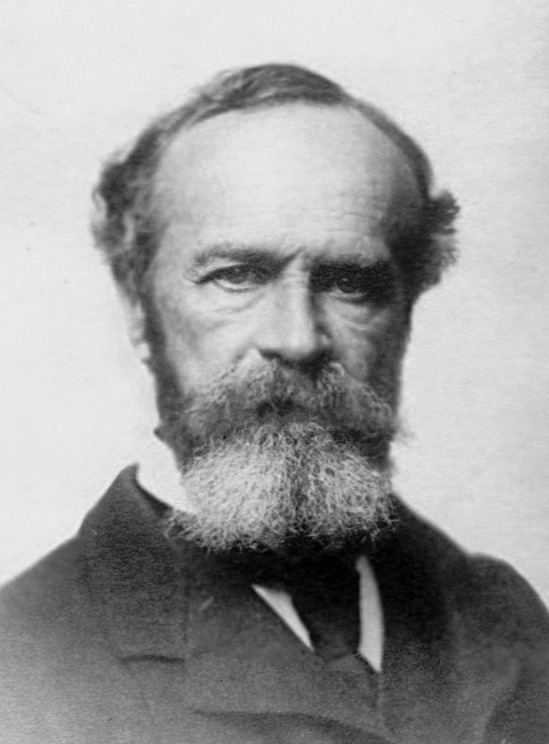
William James, persona que estudió el PDL.

Punta de la lengua (a menudo abreviado como PDL) es el nombre de un fenómeno memorístico estudiado por la psicología. Con este nombre se conoce el fenómeno por el que una persona cree estar a punto de recordar algo (tenerlo en la punta de la lengua) pero no acaba de caer en ello.
El reputado psicólogo estadounidense y uno de los padres de la psicología científica, William James, lo relacionó con lo que él llamó sensaciones de tendencia, sensaciones relacionadas con estados de conciencia mediadores entre contenidos de la memoria que se hallan contiguos, unidos no por el significado, sino por el curso del pensamiento.
Si bien estudios basados en la recogida de datos mediante diarios indica que la incidencia de este fenómeno oscila entre 2 y 3 veces por semana, con un cierto incremento hasta entre 2 y 4 veces por semana para ancianos; algunos autores sin embargo, señalan que es necesario no olvidar que hay varias causas en este tipo de registro que pueden distorsionar los datos: los sesgos asociados al voluntario, a la selección y al propio acto de registrar.
Sin embargo, frente a lo que la mayoría de las personas piensa, el conocimiento del contenido que pretenden estar a punto de recuperar, no siempre es real.